# Ciao amore, ciao (Bianca Atzei)
Ciao amore, ciao è un singolo della cantante italiana Bianca Atzei, il secondo estratto dal suo album di debutto Bianco e nero, pubblicato il 13 aprile 2015.
Il brano, che vede la collaborazione di Alex Britti, è una reinterpretazione dell'omonima canzone di Luigi Tenco.

## Descrizione
Inizialmente interpretata durante la serata dedicata alle cover del Festival di Sanremo 2015, la versione di Bianca Atzei è stata separatamente registrata con Alex Britti, che ha composto il nuovo arrangiamento, per l'album di debutto della cantante Bianco e nero e pubblicata come singolo il 13 aprile 2015.

## Video musicale
Anticipato da un lyric video l'11 aprile 2015, il video ufficiale del brano è stato pubblicato su YouTube l'11 maggio successivo, e consiste nel rimontaggio di alcune scene già girate dalla Atzei per il video del suo precedente singolo Il solo al mondo alternate ad altre tratte dal video di Bene così di Britti, con il testo di Ciao amore, ciao in sovrimpressione.

## Formazione
- Bianca Atzei – voce
- Alex Britti – voce, chitarra solista
- Lapo Consortini – chitarra ritmica
- Ronny Aglietti – basso
- Donald Renda – batteria
- Diego Calvetti – sintetizzatore, programmazione
- Fabio Tullio – sassofono
- Massimo Guerra – tromba
- Ambrogio Frigerio – trombone
- Randy Roberts – cori
- Arianna Alvisi – cori

## Classifiche
| Classifica (2015)         | Posizione massima |
| ------------------------- | ----------------- |
| Italia (airplay italiane) | 17                |